# إميليو بالدو
إميليو بالدو (بالإسبانية: Emilio Ballado)‏ مواليد 2 مايو 1916 في المكسيك، هو ملاكم محترف مكسيكي. شارك في دورة الألعاب الأولمبية الصيفية سنة 1936. حقق الميدالية الذهبية في ألعاب أمريكا الوسطى والكاريبي 1935.

## إحصائيات
خاض خلال مسيرته 2 نزالا وتعادل في 1 وخسر في 1.

## الميداليات
| الميدالية | المسابقة                           |
| --------- | ---------------------------------- |
| ذهبية     | ألعاب أمريكا الوسطى والكاريبي 1935 |

## روابط خارجية
- إميليو بالدو على موقع بوكس ريك (الإنجليزية) (registration required)
- إميليو بالدو على موقع أوليمبيديا (الإنجليزية)